# Yunodorylus eguchii
Yunodorylus eguchii (лат.) — род муравьёв из подсемейства Dorylinae.

## Распространение
Юго-Восточная Азия: Вьетнам.

## Описание
Мелкие муравьи (около 5 мм) желтовато-коричневого цвета (голова с грудью темнее других частей), рабочие слепые.
Стебелёк одночлениковый, так как перетяжка между третьим абдоминальным сегментом и четвёртым отсутствует. У самцов брюшко расширяется к вершине. Длина головы HL 0,59—0,78 мм, ширина головы HW 0,50—0,76 мм. Скапус усика очень короткий (SL = 0,29—0,35 мм), почти вдове короче головы.
Усики рабочих и самок 12-члениковые (у самцов 13). Оцеллии отсутствуют.  Средние и задние голени с одной гребенчатой и одной простой шпорами. Снизу под петиолем крючковидный отросток направленный назад. Гнездятся в почве.
Вид Yunodorylus eguchii был впервые описан в 2009 году под первоначальным названием Cerapachys eguchii Borowiec, 2009 и вместе с видами Cerapachys doryloides (Borowiec, 2009), Cerapachys paradoxus (Borowiec, 2009) (Саравак, Малайзия) включён в состав видовой группы Cerapachys sexspinus. Первоначально вид входил в состав подсемейства Cerapachyinae, а с 2014 года как и все дориломорфные таксоны включён в состав расширенного подсемейства Dorylinae.
В 2016 году после восстановления в самостоятельном родовом статусе Yunodorylus включен в его состав американским мирмекологом Мареком Боровицем (Marek L. Borowiec, Department of Entomology and Nematology, Калифорнийский университет в Дейвисе, Дейвис, штат Калифорния, США).
Биология малоисследована. Известно лабораторное наблюдение над двумя моногинными колониями, собранными во Вьетнаме, которые включали 300 и 450 рабочих (но реальный размер всей колонии оценивался как гораздо больший). Кастовый диморфизм был заметен; ширина головы королев была заметно больше, чем у рабочих. Ширина головы рабочих была отрицательно аллометрической по отношению к длине головы; более крупные рабочие имели относительно более широкую голову. В лабораторных условиях колонии демонстрировали фазовое размножение. Продолжительность полного репродуктивного цикла составляла 56 и 63 дня. Во время фазы откладки яиц брюшко королевы становилось физиогастричным. Эмиграция колонии наблюдалась часто, но никогда не происходила, пока королева была полностью физиогастричной. Колонии питаются различными членистоногими, предлагаемыми в лаборатории, включая муравьиный расплод, термитов, мучных червей и убитых тараканов.